# Serie A de 1951–52
O Campeonato Italiano de Futebol de 1951–52, denominada oficialmente de Serie A 1951-1952, foi a 50.ª edição da principal divisão do futebol italiano e a 20.ª edição da Serie A. O campeão foi a Juventus que conquistou seu 9.º título na história do Campeonato Italiano. O artilheiro foi John Hansen, da Juventus (30 gols).

## Classificação
| Pos. | Equipes        | Pts | J  | V  | E  | D  | GP | GC | SG  | Classificação ou Rebaixamento             |
| ---- | -------------- | --- | -- | -- | -- | -- | -- | -- | --- | ----------------------------------------- |
| 1    | Juventus       | 60  | 38 | 26 | 8  | 4  | 98 | 34 | 64  | Campeão                                   |
| 2    | Milan          | 53  | 38 | 20 | 13 | 5  | 87 | 41 | 46  |                                           |
| 3    | Internazionale | 49  | 38 | 21 | 7  | 10 | 86 | 49 | 37  |                                           |
| 4    | Fiorentina     | 43  | 38 | 17 | 9  | 12 | 52 | 38 | 14  |                                           |
| 4    | Lazio          | 43  | 38 | 15 | 13 | 10 | 60 | 49 | 11  |                                           |
| 6    | Napoli         | 42  | 38 | 17 | 8  | 13 | 64 | 44 | 20  |                                           |
| 7    | Sampdoria      | 41  | 38 | 16 | 9  | 13 | 48 | 40 | 8   |                                           |
| 8    | Novara         | 40  | 38 | 16 | 8  | 14 | 62 | 62 | 0   |                                           |
| 9    | SPAL           | 37  | 38 | 12 | 13 | 13 | 52 | 50 | 2   |                                           |
| 9    | Pro Patria     | 37  | 38 | 12 | 13 | 13 | 47 | 62 | −15 |                                           |
| 11   | Palermo        | 36  | 38 | 11 | 14 | 13 | 43 | 51 | −8  |                                           |
| 12   | Atalanta       | 34  | 38 | 13 | 8  | 17 | 54 | 61 | −7  |                                           |
| 12   | Como           | 34  | 38 | 15 | 4  | 19 | 53 | 70 | −17 |                                           |
| 12   | Udinese        | 34  | 38 | 11 | 12 | 15 | 43 | 62 | −19 |                                           |
| 12   | Torino         | 34  | 38 | 12 | 10 | 16 | 39 | 58 | −19 |                                           |
| 16   | Bologna        | 33  | 38 | 11 | 11 | 16 | 45 | 55 | −10 |                                           |
| 17   | Triestina      | 32  | 38 | 11 | 10 | 17 | 47 | 68 | −21 | Desempate do rebaixamento                 |
| 18   | Lucchese       | 32  | 38 | 11 | 10 | 17 | 39 | 49 | −10 | Serie B após o desempate                  |
| 19   | Padova         | 29  | 38 | 10 | 9  | 19 | 45 | 73 | −28 | Zona de rebaixamento à Serie B de 1952–53 |
| 20   | Legnano        | 17  | 38 | 4  | 9  | 25 | 37 | 85 | −48 | Zona de rebaixamento à Serie B de 1952–53 |

## Desempate do rebaixamento
Os 3 últimos colocados da Série A tiveram o rebaixamento garantido. No entanto, devido ao empate pelo 17º lugar entre Lucchese e Triestina, as equipes tiveram que jogar um desempate para determinar qual equipe seria rebaixada e qual equipe se classificaria para o playoff.
Jogo disputado em Bérgamo
| Equipe 1  | Resultado | Equipe 2 |
| --------- | --------- | -------- |
| Triestina | 3 – 3     | Lucchese |

A partida foi nula.
Jogo disputado em Milão
| Equipe 1  | Resultado | Equipe 2 |
| --------- | --------- | -------- |
| Triestina | 1 – 0     | Lucchese |

O Lucchese foi rebaixado e o Triestina se classificou para o jogo dos playoffs contra o Brescia, 2º colocado da Serie B.

## Play-off de qualificação para a Serie A
Desde que foi decidido reduzir o número de equipes da Serie A de 20 para 18 na temporada 1952–53, apenas as 16 melhores equipes da Serie A ficaram garantidas na temporada seguinte, e apenas a equipe em primeiro lugar na Serie B foi garantida uma promoção direta para a Serie A. A 18ª equipe seria decidida em um playoff de um jogo entre a equipe 17ª colocada na Serie A e a equipe 2ª colocada na Serie B.
Jogo disputado em Valdagno
| Equipe 1 | Resultado | Equipe 2  |
| -------- | --------- | --------- |
| Brescia  | 0 – 1     | Triestina |

O Triestina manteve seu lugar na Serie A. Lucchese, Padova e Legnano foram rebaixados enquanto apenas Roma, campeã da Serie B,foi promovida.

## Premiação
| Serie A de 1951–52           |
| Piemonte                     |
| ---------------------------- |
| JUVENTUS Campeã (9.º título) |

## Artilheiros
| Pos. | Jogador                  | Equipe         | Gols |
| ---- | ------------------------ | -------------- | ---- |
| 1    | John Hansen              | Juventus       | 30   |
| 2    | Gunnar Nordahl           | Milan          | 27   |
| 3    | István Nyers             | Internazionale | 23   |
| 4    | Renzo Burini             | Milan          | 22   |
| 4    | Hasse Jeppson            | Atalanta       | 22   |
| 6    | Giampiero Boniperti      | Juventus       | 19   |
| 7    | Silvio Piola             | Novara         | 18   |
| 8    | Ermes Muccinelli         | Juventus       | 17   |
| 9    | Şükrü Gülesin            | Lazio          | 16   |
| 10   | Benito Lorenzi           | Internazionale | 15   |
| 11   | Cesarino Cervellati      | Bologna        | 14   |
| 12   | Aziz Esel Bulent         | SPAL           | 13   |
| 12   | Mario Astorri            | Napoli         | 13   |
| 12   | Giuseppe Baldini         | Como           | 13   |
| 12   | Giuseppe Rinaldi         | Udinese        | 13   |
| 16   | Karl Aage Hansen         | Juventus       | 12   |
| 16   | Pasquale Vivolo          | Juventus       | 12   |
| 16   | Gino Armano              | Internazionale | 12   |
| 16   | Pietro Broccini          | Internazionale | 12   |
| 16   | Amedeo Amadei            | Napoli         | 12   |
| 16   | Enrique Andres Martegani | Padova         | 12   |
| 16   | Adriano Bassetto         | Sampdoria      | 12   |